# Hindenburg-Kaserne (Munster)
Die Hindenburg-Kaserne in Munster (Lüneburger Heide) ist eine Liegenschaft der Bundeswehr, in der das Artillerielehrbataillon 325 (ArtLehrBtl 325) und das Panzergrenadierlehrbataillon 92 ihre Standorte haben.

## Lage
Die Kaserne liegt im Westen von Munster zwischen der Bundesstraße 71 im Norden und der Örtzetal-Kaserne im Süden. Westlich befindet sich der Truppenübungsplatz Munster Süd und östlich das Zentrum Munsters.

## Geschichte
Die Kaserne ist nach dem Reichspräsidenten Paul von Hindenburg benannt, der 1893 als Oberst (andere Quellen: Oberstleutnant) der erste Kommandeur eines Truppenteils war, dem Infanterieregiment 91 aus Oldenburg, das nach Munster verlegt wurde. Seitdem ist Munster Garnison. Die Kaserne trug vormals den Namen „Hauptlager“.
Am 10. September 2025 wird die Hindenburg-Kaserne den Namen Unteroffizier-Friederike-Krüger-Kaserne erhalten.

## Dienststellen
Folgende Dienststellen sind oder waren unter anderem in der Kaserne stationiert:
aktuell:
- Artillerielehrbataillon 325 (ArtLehrBtl 325)
- Panzergrenadierlehrbataillon 92 (PzGrenLehrBtl 92 oder L92; 1959–1989 in der Liegenschaft Panzertruppenschule)
- Stützpunkt Sport/KLF Bw Munster (StPkt Sport/KLF Munster)
- Unterstützungspersonal Kasernenkommandant Munster 3 (UstgPers KasKdt Munster 3)
- Simulator Schützenpanzer PUMA (L92)

historisch:
- Ausbildungsunterstützungskompanie 92 (2015–2020; vorher: 5./PzGrenLehrBtl 92; danach: 7./ArtLehrBtl 325)
- Kampftruppenschule 2, Lehrgruppe D (1981–1991)
- Lazarett 7243 (Geräteeinheit; 1983–1996)
- Luftlandepanzerabwehrkompanie 270 (1970–1979; Verlegung nach Wildeshausen)
- Luftlandepanzerabwehrlehrkompanie 270 (1966–1970)
- Panzerartillerielehrbataillon 95 (1958–2002)
- Panzerbataillon 33 (1958–1959; Verlegung nach Dörverden)
- Panzerjägerausbildungskompanie 904 (1979–1988)
- Panzerjägerlehrbataillon 1 (1956–1972)
- Panzerjägerlehrkompanie 70 (1959–1976; Verlegung nach Cuxhaven)
- Panzerjägerlehrkompanie 90 (1960–1996; bis 1967 PzJg(Lehr)Kp 20; ab 1972 selbständig)
- Panzerpionierbataillon 90 (Geräteeinheit; 2003–2008)
- Verfügungstruppenkommando 42 (Geräteeinheit)

Die sanitätsdienstliche Versorgung der Soldaten der Kaserne erfolgt über das Sanitätsunterstützungszentrum Munster in der nahen Örtzetal-Kaserne. 